# Multi-user dungeon
Pour les articles homonymes, voir MUD.
 (janvier 2015).
Si vous disposez d'ouvrages ou d'articles de référence ou si vous connaissez des sites web de qualité traitant du thème abordé ici, merci de compléter l'article en donnant les références utiles à sa vérifiabilité et en les liant à la section « Notes et références ».

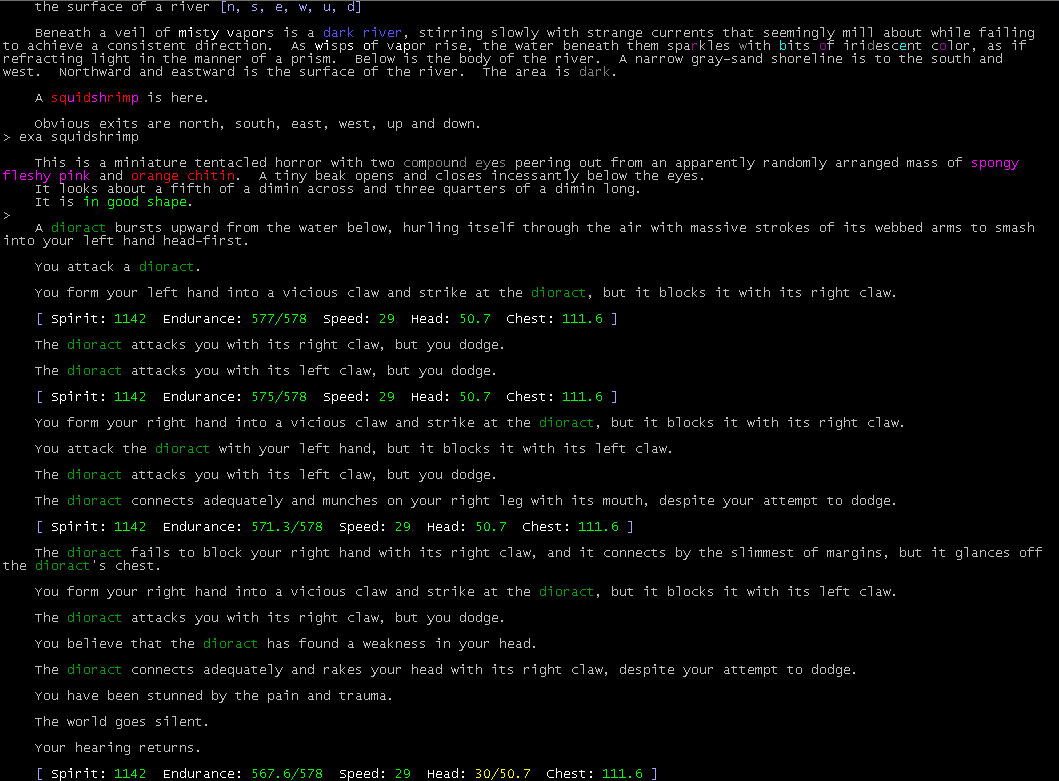
Image de LostSouls. Scène de combat contre un ennemi.

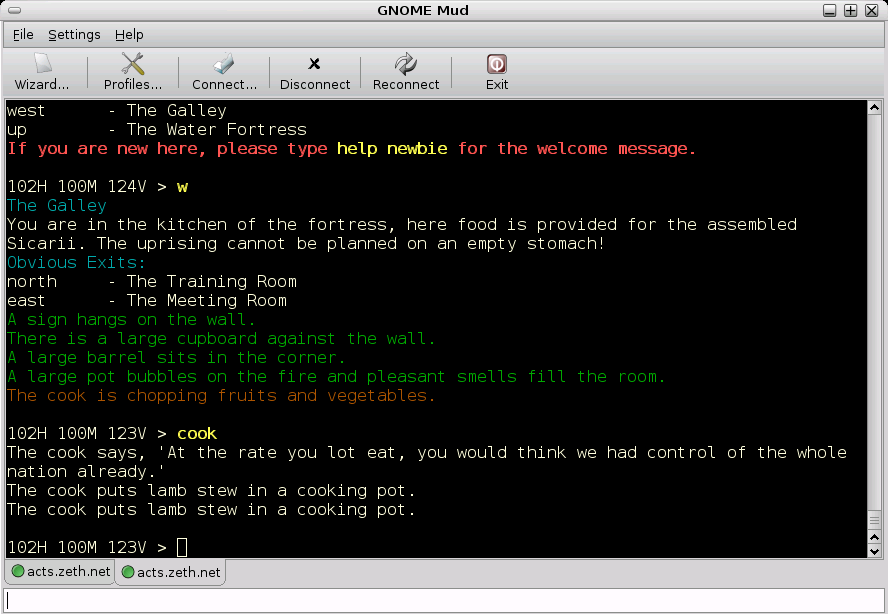
L'utilisation de couleurs permet d'aider dans la progression.

Un multi-user dungeon, plus communément appelé MUD, est un jeu vidéo hébergé par un serveur sur Internet,. Les joueurs incarnent un personnage et voient des descriptions textuelles de salles, d'objets ou d'autres personnages dans un monde virtuel. Ils peuvent interagir entre eux et avec l'environnement en tapant des commandes qui ressemblent au langage courant.
Les MUD traditionnels implémentent un monde fantastique peuplé de créatures mythologiques telles que elfes, goblins et autres. Quant aux joueurs, ils incarnent chevaliers, sorcières et autres. Le but du jeu est de tuer des monstres, d'explorer et de réaliser des quêtes. Certains MUD ont un environnement de science-fiction. D'autres sont utilisés pour l'éducation distante ou pour des conférences virtuelles.
Généralement les MUD sont gratuits. Ils peuvent cependant accepter les dons ou vendre des objets virtuels dans le jeu.
La plupart des MUD sont en anglais. Les bases les plus connues (Circle, DikuMUD) sont anglo-saxonnes, et cette langue est de rigueur pour satisfaire un public internaute. Il est donc très rare de rencontrer un MUD français (ou en tout cas, intégralement français). On compte parmi ceux-ci MultiMUD et Vancia, les deux MUDs français les plus connus.

## Historique
Les premiers MUD sont apparus en 1978, et ont gagné en popularité aux États-Unis dans les années 1980, grâce à la vulgarisation de l'informatique. Les roguelikes étaient aussi populaires à l'époque.
Dans le même temps en Europe, le développement du MUD était centré sur les réseaux universitaires, particulièrement à l'université de l'Essex. Les internes et externes étaient nombreux à y jouer.
Dans ce contexte, les MUD ont été surnommés « Multi-Undergrad Destroyer » (littéralement « Destructeur de multi-étudiant de premier cycle »).
Les MUD originaux ont tiré leur inspiration de jeux sur papier comme Donjons et Dragons et sur ordinateur Colossal Cave Adventure. Roy Trubshaw et Richard Bartle sont probablement les auteurs du premier MUD.
Le premier MUD commercial est apparu en 1985. SHADES était accessible en Grande-Bretagne via le système Prestel.
La scène MUD, toujours très active sur Internet, est accessible via le standard telnet ou des clients MUD plus attrayants.

## Variantes
Avec le temps sont apparues plusieurs variantes :
- TinyMUD ;
- LPMud ;
- MUCK ;
- MUSH ;
- MOO.

Le terme générique de toutes ces variantes est « MU* ».

## MUD graphiques

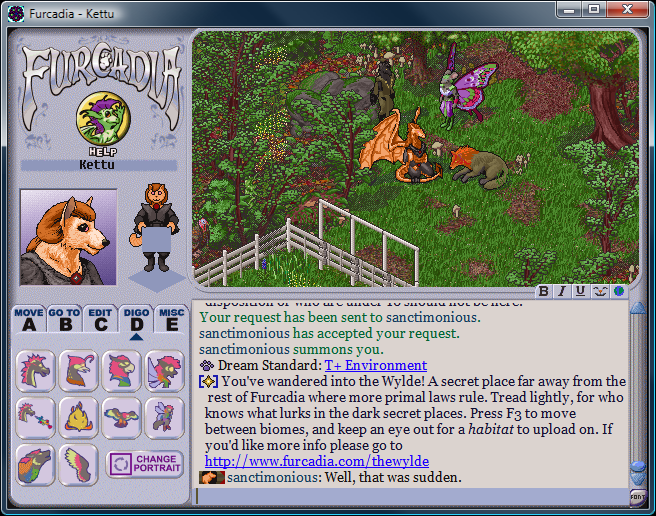
Image de Furcadia, un jeu proche des MUD graphiques. La colonne de gauche regroupe les informations et options de contrôle, la représentation du monde est située dans le cadre du haut tandis que le cadre du bas décrit les situations et sert au dialogue.

Un MUD graphique est un MUD qui utilise des graphismes digitaux pour représenter des parties du monde virtuel et ses visiteurs. Les MUD graphiques nécessitent le téléchargement d'un client spécial et des graphismes du jeu. Ils se classent de la simple amélioration de l'interface graphique à la simulation de mondes en trois dimensions avec une représentation visuelle de l'espace et la personnalisation des avatars.
Une fois que la puissance des ordinateurs eut grandi, et que les connexions à Internet furent devenues permanentes, les MMORPG (en anglais : Massively Multiplayer Online Role-Playing Games) virent le jour. Contrairement à leurs prédécesseurs, la plupart des MMORPG sont développés par des entreprises à but commercial.